# Pigeon à cou rouge
Patagioenas squamosa
Espèce
Statut de conservation UICN

 LC  : Préoccupation mineure
Synonymes
Colomba squamosa
Le Pigeon à cou rouge (Patagioenas squamosa), dit aussi Ramier à cou rouge ou Ramier bleu aux Antilles, est une espèce d'oiseaux de la famille des columbidés.
C'est un oiseau erratique lorsqu'il recherche de la nourriture. Il présente une couleur gris ardoise sur tout le corps, la tête et le cou ayant une couleur lie-de-vin. Il mesure environ 32 cm à 40 cm, très présent à la Dominique et Barbade.
C'est un gibier très prisé en Guadeloupe et Martinique, il est aussi prélevé dans les autres îles des Caraïbes où il fréquente habituellement la forêt humide et se nourrit de graines.
Lorsque la population devient trop importante pour un territoire, ils se rassemblent (souvent beaucoup de jeunes) et forment des groupes, afin de coloniser un autre site.[réf. nécessaire]
Il construit son nid assez haut dans les arbres, niche toute l'année dès que les conditions lui sont favorables. Il pond deux œufs en moyenne, d'un blanc crème. La couvée dure entre 18 et 21 jours.[réf. nécessaire]
Cette espèce est commune dans les Caraïbes.